# Адам и Ева (картина Тициана)
«Адам и Ева» — картина итальянского художника позднего Ренессанса Тициана, написанная около 1550 года и находящаяся в музее Прадо в Мадриде.

## История
На Тициана оказала влияние фреска Рафаэля на ту же тему в Станце делла Сегнатура в музеях Ватикана, где также были изображены сидящий Адам и стоящая Ева, а также гравюра Альбрехта Дюрера «Адам и Ева». Принадлежавшая Антонио Пересу, секретарю Филиппа II Испанского, и, возможно, была заказана его отцом, картина поступила в испанскую королевскую коллекцию в 1585 году, где была скопирована Питером Паулем Рубенсом в 1628—1629 годах для его собственной версии сюжета.

## Описание и стиль
Сцена взята из Ветхого Завета из книги Бытия, где приведён рассказ о первородном грехе, совершенном Адамом и Евой и приведшем к грехопадению человека.
В религиозной иконографии Адам изображен по левую сторону дерева, а Ева — по правую. На дереве сидит змей в образе ребёнка, предлагающий запретный плод.
Адам, испытывая страх и напряжение, кладёт руку на грудь Евы, чтобы остановить её, но затем сдаётся и съедает запретный плод, который Бог велел не есть. У ног Евы лежит лиса, традиционно ассоциирующаяся с дьяволом. Некоторые элементы картины напоминают о более ранних работах художника, например, приём затемнения лица одного из героев, в данном случае Евы, для создания более драматического эффекта, использовавшийся Тицианом со времён падуанских фресок 1511 года и встречающийся, например, в хэмптон-кортской «Лукреции»..